# Diplodactylus furcosus
Diplodactylus furcosus är en ödleart som beskrevs av  Peters 1863. Diplodactylus furcosus ingår i släktet Diplodactylus och familjen geckoödlor. Inga underarter finns listade i Catalogue of Life.